# IC 1798
IC 1798 — галактика типу E (еліптична галактика) у сузір'ї Овен.
Цей об'єкт міститься в оригінальній редакції індексного каталогу.